# Championnat de France masculin de handball 2007-2008
Navigation
Division 1 2006-2007 Division 1 2008-2009
Le Championnat de France masculin de handball 2007-2008 a débuté le 6 septembre 2007 avec en match d'ouverture une victoire de Montpellier Agglomération Handball sur son voisin de l'USAM Nîmes Gard (30-21) et s'est conclue sur une journée le 10 mai 2008, journée durant laquelle le joueur emblématique Jackson Richardson a mis un terme à sa carrière.
Saint-Raphaël VHB et HBC Villefranche-en-Beaujolais sont promus cette saison.

## Acteurs  du Championnat

### Clubs
| \| Nîmes Paris Toulouse Montpellier Créteil Dunkerque Istres Saint-Raphaël Ivry-sur-Seine Pontault-Combault Chambéry Sélestat Tremblay-en-France Villefranche-sur-Saône \| Localisation des clubs engagés dans le championnat. |
| Nîmes Paris Toulouse Montpellier Créteil Dunkerque Istres Saint-Raphaël Ivry-sur-Seine Pontault-Combault Chambéry Sélestat Tremblay-en-France Villefranche-sur-Saône                                                           |

| Club                           | Salle                                             | Capacité    |
| ------------------------------ | ------------------------------------------------- | ----------- |
| USAM Nîmes Gard                | Le Parnasse                                       | 4 191       |
| Paris Handball                 | Stade Pierre-de-Coubertin                         | 4 106       |
| Toulouse Union                 | Palais des sports André-Brouat                    | 3 751       |
| Montpellier AHB                | Palais des sports René-Bougnol                    | 3 000       |
| US Créteil                     | Palais des sports Robert-Oubron                   | 2 398       |
| Dunkerque HB                   | Salle Dewerdt                                     | 2 400       |
| Istres OPH                     | Halle polyvalente                                 | 2 000       |
| Saint-Raphaël VHB              | Palais des sports intercommunal                   | 2 000       |
| US Ivry                        | Gymnase Auguste-Delaune                           | 1 500       |
| UMS Pontault-Combault          | Espace Boisramé                                   | 1 300       |
| Chambéry SH                    | Gymnase Jean Jaurès Halle olympique (Albertville) | 1 200 3 500 |
| SC Sélestat                    | Cosec Eugène Griesmar                             | 1 200       |
| Tremblay-en-France             | Palais des sports de Tremblay-en-France           | 1 200       |
| HBC Villefranche-en-Beaujolais | Palais des sports de Villefranche                 | 1 100       |

### Transferts
Le tableau ci-dessous regroupe les principaux transferts ayant eu lieu à l'intersaison :
- Chambéry Savoie Handball :
  - Départs : Edouard Moskalenko (Arrêt), Cristian Stamate (Besançon, N1), Michaël Delric (Le Chesnois, )
  - Arrivées : Jure Natek (RK Celje, ), Daniel Narcisse (VfL Gummersbach, ), Cédric Jeauneau (Lanester, N1)

- Union sportive de Créteil :
  - Départs : Igor Kos (RK Celje, ), Sébastien Quintallet (SMV Porte-Normande, via Irun, ), Stéphane Crépin (Nancy, D2), Bjarni Fritzson (St-Raphaël, D1), Guillaume Roche
  - Arrivées : Bruno Arive (Paris, D1), Benjamin Desgrolard (Massy, D2), Eduardo Arcuri (Casarano, Ita), Marko Pavlovic (Vernon, D2), Le Padellec (Lanester, N1)

- Dunkerque Handball Grand Littoral :
  - Départs : Patrick Cazal (Arrêt), Pierre Goyheneix (Libourne, N1)
  - Arrivées : Yann Gheysen (Villeneuve d'Ascq, D2)

- Istres Ouest Provence Handball :
  - Départs : Jiri Vitek (Bergisher, ), Benoît Peyrabout (Tremblay, D1), Gilles Derot (Entraîneur, Arrêt), Michel Cicut (Entraîneur, Arrêt), Kalhed Imaghri (Aix, D2), Olivier Martin (Besançon, N1), Rudolph Diarra (Cesson, D2), Gilles Franceschini (Ajaccio, N1)
  - Arrivées : Danilo Nedovic (Billère, D2), Christophe Mazel (Entraîneur, Bagnols), Olivier Alfred (Centre de formation), Jordan Legendry (Centre de formation), Veljko Milosevic (Belfort, N1), Sobhi Saïed[2] (Et. Sahel, Tun)

- Union sportive d'Ivry :
  - Départs : Ragnar Þór Óskarsson (Nîmes, D1), Benjamin Magnin (Massy, D2), Johan Kiangebeni (Villefranche, D1), Boukhalfa Malou
  - Arrivées : Alexander Buchmann (Toulouse, D1), Teddy Poulin (Angers, D2)

- Montpellier Handball :
  - Départs : Raphaël Caucheteux (St-Raphaël, D1), Sobhi Sioud (Qatar), Igor Anic (Kiel, ), Geoffroy Krantz (Gummersbach, ), Grégory Anquetil (Arrêt), Frédéric Dole (Nantes, D2)
  - Arrivées : Jan Sobol, Heykel Megannem (Nîmes, D1), Joël Abati (Magdebourg, )

- USAM Nîmes Gard :
  - Départs : Bertrand Vial (Arrêt), Heykel Megannem (Montpellier, D1), Arnaud Vielzeuf (Arrêt), Bruno Basneville (Arrêt), Yann Balmossière (Arrêt), Thomas Michel (Aix, D2), Pierre-Yves Ragot (Nancy, D2), Bruno Martini (Arrêt), Mikaël Grossmann (Arrêt)
  - Arrivées : Ragnar Þór Óskarsson (Ivry, D1), Mickaël Illes (Angers, D2), Ludovic Fernandez (Libourne, N1), Christophe Kabengele (Toulouse, D1), Mladen Jovicic (Willstätt, D2 )

- Paris Handball :
  - Départs : Bruno Arive (Créteil, D1), Nikola Blažičko (Lubbecke, ), Sid Ali Yahia (Algérie), Emeric Paillasson (St-Raphaël), Frédéric Louis (Cangas, )
  - Arrivées : Mathias Ortega (Villeurbanne, D2), Arnaud Tabarand (Irun, ), Uros Elezovic (Trebnje, ), Alexandar Stanojevic (Gummersbach, ), Saïd Ouksir (Pontault, D1), Mehdi Lacritick (Centre de formation)

- Pontault-Combault Handball :
  - Départs : Eric Fruchart (Aurillac, D2), Milan Manojlovic (Tremblay, D1), Adrian Petrea (Pick Szeged, ), Philippe Carrara (Entraîneur), Saïd Ouksir (Paris, D1), Grine Lahrèche (Lagny, N1), Nicolas Ivakno (Zurich, ), Marouen Belhadj (Toulouse, D1), Petr Hejtmanek (HCM Constanța, ), Tony Benoît
  - Arrivées : David Peneau (Entraîneur, Tremblay), Medhi Ighirri (Sélestat, D1), Damien Waeghe (Sélestat, D1), Gérald Jean-Zéphirin (Tremblay, D1), Brice Versol (Noci, )), Jean-Alexandre Davignon (Toulouse, D1), Paul Menudier (Gien, N1), Martin Valent (Wittelsheim, D2)

- SC Sélestat :
  - Départs : Francis Franck (Mulhouse HSA, D2), Medhi Ighirri (Pontault, D1), Damien Waeghe (Pontault, D1), Arnaud Freppel (Saintes, D2), Julien Willmann (La Robertsau, N1), Raphaël Nestor (La Robertsau, N1), Makrem Jarou (Espérance de Tunis, )
  - Arrivées : Radek Motlik (ASCA Wittelsheim, D2), Tomislav Hulina (RK Metković, ), Michal Salimi (Mielek, Pol), Michal Baran (Kozina, ), Baptiste Butto (Centre de formation)

- Saint-Raphaël Var Handball :
  - Départs : Stéphane Joulin (Arrêt), Mathis (La Robertsau, N1), Guillemat (Villeneuve Loubet, N1), Magnusson (Akureyri, ))
  - Arrivées : Raphaël Caucheteux (Montpellier, D1), Bjarni Fritzson (Créteil, D1), Slaviša Đukanović (Bordeaux, D2), Arnaud Chapuis (Villefranche, D1), Johan Boisedu (Vernon, D2), Cyril Viudes (Irun, ), Emeric Paillasson (Paris, D1)

- Toulouse Union Handball :
  - Départs : Alexander Buchmann (Ivry, D1), Jean-Alexandre Davignon (Pontault, D1), William Annotel (Nancy, D2), Christophe Quive (Aurillac, D2), Yann Roby (Aurillac, D2), Christophe Kabengele (Nîmes, D1)
  - Arrivées : Marouane Belhadj (Pontault, D1), Branislav Angelovski (Skopje, ))

- Tremblay-en-France Handball :
  - Départs : David Peneau (Entraineur, Pontault), Gérald Jean-Zéphirin (Pontault, D1), Makram Missaoui (Tunisie), Cédric Largent, Liviu Urda (Arrêt)
  - Arrivées : Milan Manojlovic (Pontault, D1), Thierry Perreux (Entraineur, Villeurbanne), Benoît Peyrabout (Istres, D1), Arnaud Bingo (Villeurbanne, D2)

- HBC Villefranche-en-Beaujolais :
  - Départs : Drobjnakovic (Nantes, D2), Sassi Boultif (Vigo, ), Arnaud Chapuis (St-Raphaël, D1), Davidovic (Entraineur, Mulhouse, D2), N'Doye (Chateauneuf, N1), Novocic
  - Arrivées : Olivier Marroux (Montélimar), Armel Merlaud (Vénissieux, Entraineur), Skander Bouchakara (Villeurbanne, D2), Johan Kiangebeni (Ivry, N1, D1), Marjan Kolev (Mersin, )), Robert Savkovic (Cro)

## Classement final
Le classement final est :
|    | Équipe                             | Pts | J  | G  | N | P  | Bp  | Bc  | Diff |
| -- | ---------------------------------- | --- | -- | -- | - | -- | --- | --- | ---- |
| 1  | Montpellier AHB (F) (L)            | 49  | 26 | 24 | 1 | 1  | 888 | 706 | 182  |
| 2  | Chambéry SH                        | 45  | 26 | 21 | 3 | 2  | 838 | 730 | 108  |
| 3  | US Ivry (T)                        | 36  | 26 | 15 | 6 | 5  | 819 | 753 | 66   |
| 4  | Dunkerque HBGL                     | 31  | 26 | 14 | 3 | 9  | 738 | 701 | 37   |
| 5  | USAM Nîmes Gard                    | 29  | 26 | 13 | 3 | 10 | 731 | 714 | 17   |
| 6  | Saint-Raphaël VHB (P)              | 26  | 26 | 12 | 2 | 12 | 758 | 759 | -1   |
| 7  | Tremblay-en-France HB              | 26  | 26 | 12 | 2 | 12 | 799 | 798 | 1    |
| 8  | US Créteil                         | 25  | 26 | 11 | 3 | 12 | 737 | 741 | -4   |
| 9  | Paris Handball                     | 25  | 26 | 11 | 3 | 12 | 723 | 714 | 9    |
| 10 | Toulouse Union Handball            | 24  | 26 | 11 | 2 | 13 | 758 | 760 | -2   |
| 11 | SC Sélestat HB                     | 18  | 26 | 6  | 6 | 14 | 719 | 745 | -26  |
| 12 | Istres OPH                         | 17  | 26 | 7  | 3 | 16 | 719 | 745 | -26  |
| 13 | UMS Pontault-Combault HB           | 7   | 26 | 3  | 1 | 22 | 671 | 824 | -153 |
| 14 | HBC Villefranche-en-Beaujolais (P) | 6   | 26 | 1  | 4 | 21 | 724 | 898 | -174 |

|     | Champion de France 2007-2008 et qualifié pour la Ligue des champions |
|     | Qualifié pour la Ligue des champions                                 |
|     | Qualifié pour la Coupe de l'EHF                                      |
|     | Qualifié pour la Coupe des coupes                                    |
|     | Relégation en Division 2                                             |
| (T) | Tenant du titre 2007                                                 |
| (P) | Promu de Division 2 en début de saison                               |
| (F) | Vainqueur Coupe de France                                            |
| (L) | Vainqueur de la Coupe de la Ligue                                    |

### Résultats
Les résultats des matchs sont :
| Résultats (dom.\ext.)                                      | CHA   | CRÉ   | DUN   | IST   | IVR   | MON   | NÎM   | PAR   | P-C   | S-R   | SÉL   | TOU   | TRE   | VIL   |
| Chambéry                                                   |       | 29-28 | 25-21 | 35-22 | 34-33 | 33-34 | 34-33 | 25-22 | 40-33 | 37-31 | 36-30 | 33-20 | 35-25 | 36-30 |
| Créteil                                                    | 33-35 |       | 28-23 | 25-24 | 29-28 | 25-36 | 29-25 | 30-23 | 33-24 | 26-27 | 36-32 | 31-25 | 26-22 | 30-30 |
| Dunkerque                                                  | 25-28 | 31-26 |       | 29-20 | 26-29 | 24-35 | 29-26 | 23-23 | 35-23 | 40-28 | 33-27 | 31-27 | 32-32 | 32-30 |
| Istres                                                     | 30-37 | 35-20 | 21-26 |       | 24-29 | 29-37 | 25-27 | 23-27 | 34-21 | 36-31 | 26-26 | 26-31 | 33-35 | 31-25 |
| Ivry                                                       | 36-36 | 28-26 | 30-30 | 34-23 |       | 31-35 | 23-23 | 26-26 | 31-22 | 32-30 | 34-34 | 34-35 | 30-29 | 35-21 |
| Montpellier                                                | 30-26 | 35-28 | 36-23 | 38-33 | 28-28 |       | 30-21 | 33-32 | 38-20 | 35-28 | 44-31 | 36-34 | 32-30 | 44-30 |
| Nîmes                                                      | 25-25 | 34-30 | 26-27 | 25-24 | 24-30 | 26-33 |       | 31-26 | 34-24 | 26-23 | 34-28 | 29-20 | 26-27 | 31-20 |
| Paris                                                      | 32-32 | 26-22 | 24-23 | 27-32 | 32-27 | 24-23 | 21-23 |       | 27-26 | 21-30 | 31-28 | 31-23 | 30-31 | 41-30 |
| Pontault                                                   | 28-36 | 23-31 | 23-27 | 22-24 | 25-31 | 19-33 | 31-31 | 26-33 |       | 22-23 | 29-32 | 29-25 | 34-46 | 36-29 |
| Saint-Raphaël                                              | 26-29 | 28-24 | 31-29 | 27-26 | 30-32 | 25-26 | 34-24 | 35-30 | 31-27 |       | 32-32 | 34-31 | 30-19 | 34-31 |
| Sélestat                                                   | 27-35 | 29-28 | 26-28 | 26-26 | 29-33 | 23-34 | 30-31 | 29-28 | 26-27 | 28-27 |       | 29-29 | 32-30 | 36-36 |
| Toulouse                                                   | 22-24 | 31-31 | 27-28 | 28-25 | 35-36 | 26-34 | 28-31 | 32-30 | 34-22 | 28-24 | 31-29 |       | 29-26 | 35-25 |
| Tremblay                                                   | 27-30 | 31-35 | 27-24 | 29-29 | 36-38 | 26-31 | 32-30 | 30-25 | 32-30 | 35-26 | 40-28 | 30-42 |       | 36-27 |
| Villefranche sur Saône                                     | 27-33 | 27-27 | 23-39 | 28-38 | 31-41 | 31-38 | 31-35 | 21-31 | 27-25 | 33-33 | 24-35 | 22-30 | 34-36 |       |
| - Victoire à domicile - Match nul - Victoire à l'extérieur |       |       |       |       |       |       |       |       |       |       |       |       |       |       |

### Champion de France 2007-2008
| Champion de France de handball 2007-2008 Montpellier Agglomération Handball 10e victoire |

L'effectif du Montpellier Agglomération Handball est :
- Joël Abati (ARG/ALG)
- William Accambray (ARG)
- Mladen Bojinović (DC)
- Cédric Burdet (ARD)
- Jordan François-Marie (ARG)
- Vincent Gérard (GDB)
- Michaël Guigou (ALG/DC)
- Wissem Hmam (ARG
- Samuel Honrubia (ALG)
- Franck Junillon (ARG)
- David Juříček (PVT)
- Daouda Karaboué (GDB)
- Marouène Maggaiez (GDB)
- Heykel Megannem (DC)
- Adrien Dipanda (ARD)
- Alexandre Pongérard (ARG)
- Rémi Salou (PVT)
- Jan Sobol (ALD)
- Alexandre Tomas (ALD)
- Issam Tej (PVT)

- Entraîneur :  Patrice Canayer

## Statistiques et récompenses

### Meilleurs joueurs
À l'issue de ce championnat, la presse a sélectionné 5 joueurs par catégorie. Le public, les joueurs et les entraîneurs des clubs ont choisi les meilleurs joueurs, chacun comptant pour un tiers du résultat. Les récompenses suivantes ont ainsi été décernées aux Trophées du hand 2008 :
- Meilleur joueur : Mladen Bojinović (Montpellier AHB)
- Meilleur entraîneur : Patrice Canayer (Montpellier AHB)
- Meilleur défenseur : David Juříček (Montpellier AHB)
- Meilleur gardien : Daouda Karaboué (Montpellier AHB)
- Meilleur ailier gauche : Samuel Honrubia (Montpellier AHB)
- Meilleur arrière gauche : Daniel Narcisse (Chambéry SH)
- Meilleur demi-centre : Mladen Bojinović (Montpellier AHB)
- Meilleur pivot : Mohamed Mokrani (US Ivry)
- Meilleur arrière droit : Luc Abalo (US Ivry)
- Meilleur ailier droit : Cédric Paty (Chambéry SH)

### Élection du joueur du mois
| Mois      | Joueur               | Club                               |
| --------- | -------------------- | ---------------------------------- |
| Septembre | Ragnar Þór Óskarsson | USAM Nîmes Gard                    |
| Octobre   | Olivier Marroux      | Villefranche                       |
| Novembre  | Nerijus Atajevas     | US Créteil                         |
| Décembre  | Luc Abalo            | US Ivry                            |
| Février   | Mladen Bojinović     | Montpellier Agglomération Handball |
| Mars      | Yassine Idrissi      | USAM Nîmes Gard                    |
| Avril     | Anouar Ayed          | Toulouse Union Handball            |

### Statistiques
Les meilleurs buteurs de la saison sont :
| Rang | Joueur            | Club                           | Buts      | dont 7 m | Matchs | Moy  |
| ---- | ----------------- | ------------------------------ | --------- | -------- | ------ | ---- |
| 1    | Mladen Bojinović  | Montpellier AHB                | 186 / 229 | 84 / 86  | 25     | 7,44 |
| 2    | Olivier Marroux   | HBC Villefranche-en-Beaujolais | 170 / 192 | 66 / 71  | 25     | 6,80 |
| 3    | Matthieu Drouhin  | Istres OPH                     | 152 / 173 | 59 / 62  | 26     | 5,85 |
| 4    | Sahbi Ben Aziza   | Dunkerque HGL                  | 148 / 216 | 4 / 4    | 26     | 5,69 |
| 5    | Anouar Ayed       | Toulouse Union Handball        | 142 / 166 | 46 / 47  | 23     | 6,17 |
| 6    | Guillaume Saurina | USAM Nîmes Gard                | 141 / 205 | 21 / 25  | 24     | 5,88 |
| 7    | Bruno Arive       | US Créteil                     | 138 / 167 | 56 / 62  | 25     | 5,52 |
| 8    | Nerijus Atajevas  | US Créteil                     | 137 / 207 | 2 / 3    | 26     | 5,27 |
| 9    | Baptiste Butto    | SC Sélestat HB                 | 135 / 153 | 71 / 78  | 25     | 5,40 |
| 10   | Luc Abalo         | US Ivry                        | 134 / 159 | 10 / 12  | 25     | 5,36 |

Les meilleurs gardiens de buts de la saison sont :
| Rang | Joueur             | Club                    | Arrêts     | dont 7 m | Matchs | % ApM  |
| ---- | ------------------ | ----------------------- | ---------- | -------- | ------ | ------ |
| 1    | Oleg Sapronov      | UMS Pontault-Combault   | 334 / 1075 | 14 / 87  | 26     | 32,39% |
| 2    | Yassine Idrissi    | USAM Nîmes Gard         | 312 / 885  | 15 / 76  | 25     | 36,71% |
| 3    | Arnaud Siffert     | Dunkerque HGL           | 300 / 831  | 19 / 72  | 26     | 37,02% |
| 4    | Yohann Ploquin     | Toulouse Union Handball | 288 / 862  | 10 / 78  | 25     | 35,46% |
| 5    | Patrice Annonay    | Paris Handball          | 281 / 851  | 14 / 69  | 26     | 34,14% |
| 6    | Daouda Karaboué    | Montpellier AHB         | 278 / 722  | 17 / 62  | 23     | 39,55% |
| 7    | Josef Kučerka      | Saint-Raphaël VHB       | 225 / 642  | 9 / 45   | 23     | 36,18% |
| 8    | Nebojša Stojinović | Chambéry Savoie HB      | 217 / 616  | 20 / 69  | 21     | 36,01% |
| 9    | Dragan Počuča      | US Ivry                 | 210 / 648  | 17 / 72  | 26     | 33,51% |
| 10   | Cyril Dumoulin     | Chambéry Savoie HB      | 205 / 538  | 11 / 57  | 24     | 40,33% |